# Darmajaya
Darmajaya is een bestuurslaag in het regentschap Sumedang van de provincie West-Java, Indonesië. Darmajaya telt 3132 inwoners (volkstelling 2010).